# Жарівська сільська рада
| Жарівська сільська рада — колишня адміністративно-територіальна одиниця та орган місцевого самоврядування у Баранівському і Новоград-Волинському районах Волинської округи, Київської й Житомирської областей Української РСР та України з адміністративним центром у с. Жари. Сільській раді були підпорядковані населені пункти: - с. Жари - с. Деревищина |

## Населення
Відповідно до результатів перепису населення СРСР, кількість населення ради, станом на 12 січня 1989 року, становила 483 особи.
Станом на 5 грудня 2001 року, відповідно до перепису населення України, кількість мешканців сільської ради становила 416 осіб.

## Склад ради
Рада складалася з 14 депутатів та голови.

## Керівний склад сільської ради
| ПІБ                      | Основні відомості                                             | Дата обрання | Дата звільнення |
| ------------------------ | ------------------------------------------------------------- | ------------ | --------------- |
| Левчук Микола Михайлович | Сільський голова , 1964 року народження, освіта, безпартійний | 26.03.2006   | 31.10.2010      |
| Левчук Микола Михайлович | Сільський голова , 1964 року народження, освіта               | 31.10.2010   |                 |

Примітка: таблиця складена за даними джерела

## Історія
Створена 28 вересня 1925 року в с. Жари Погорілівської сільської ради Баранівського району Волинської округи. З 1 вересня 1941 року на обліку в раді значиться с. Деревиця (згодом — Деревищина).
Станом на 1 вересня 1946 року сільська рада входила до складу Баранівського району Житомирської області, на обліку в раді перебували с. Жари та х. Деревищина.
На 1 січня 1972 року сільська рада входила до складу Баранівського району Житомирської області, на обліку в раді перебували села Жари та Деревищина.
Припинила існування 30 грудня 2016 року через об'єднання до складу Баранівської міської територіальної громади Баранівського району Житомирської області.
Входила до складу Баранівського (7.03.1923 р., 8.12.1966 р.) та Новоград-Волинського (30.12.1962 р.) районів.